# 2-Hidroksimukonat-6-semialdehid dehidrogenaza
2-Hidroksimukonat-6-semialdehid dehidrogenaza (EC 1.2.1.85, xylG (gen), praB (gen)) je enzim sa sistematskim imenom (2E,4Z)-2-hidroksi-6-oksoheksa-2,4-dienoat:NAD+ oksidoreduktaza. Ovaj enzim katalizuje sledeću hemijsku reakciju
2-hidroksimukonat-6-semialdehid + NAD+ +2O {\displaystyle \rightleftharpoons } ()-2-hidroksiheksa-2,4-dienedioat + NADH + 2 H+
Supstrat ovog enzima se formira dejstvom katehol 2,3-dioksigenaze (EC 1.13.11.2) na katehol. On je intermedijer u bakterijskoj degradaciji nekoliko aromatičnih jedinjenja. Ovaj enzim je manje potentan na benzaldehidnom supstratu. Njegova aktivnost sa NAD+ je više od 10-puta veća nego sa NADP+</si[>, cf. EC 1.2.1.32, aminomukonat-semialdehidna dehidrogenaza.

## Literatura
- Nicholas C. Price; Lewis Stevens (1999). Fundamentals of Enzymology: The Cell and Molecular Biology of Catalytic Proteins (Third изд.). USA: Oxford University Press. ISBN 019850229X.
- Eric J. Toone (2006). Advances in Enzymology and Related Areas of Molecular Biology, Protein Evolution (Volume 75 изд.). Wiley-Interscience. ISBN 0471205036.
- Branden C; Tooze J. Introduction to Protein Structure. New York, NY: Garland Publishing. ISBN 0-8153-2305-0.
- Irwin H. Segel. Enzyme Kinetics: Behavior and Analysis of Rapid Equilibrium and Steady-State Enzyme Systems (Book 44 изд.). Wiley Classics Library. ISBN 0471303097.
- William P. Jencks (1987). Catalysis in Chemistry and Enzymology. Dover Publications. ISBN 0486654605.

## Spoljašnje veze
- 2-hydroxymuconate-6-semialdehyde+dehydrogenase на 